# Ingham, Suffolk
Ingham är en by och en civil parish i distriktet West Suffolk i Suffolk i England. Orten har 419 invånare (2001). Den har en kyrka.